# Zoanthus barnardi
Zoanthus barnardi is een Zoanthideasoort uit de familie van de Zoanthidae. De wetenschappelijke naam van de soort is voor het eerst geldig gepubliceerd in 1938 door Carlgren.